# Sinistra Comunista Italiana
La sinistra comunista "italiana" è una corrente del movimento rivoluzionario comunista internazionalista. Si formò in quanto tale a partire dal 1911 all'interno del Partito Socialista Italiano, ma ebbe una lunga gestazione prima della fondazione del partito (1892). Dal 1919 aderì alla Internazionale Comunista (formalmente nel 1920) e nel 1921 fondò il Partito Comunista d'Italia - Sezione della Internazionale Comunista. Uno dei capi storici della corrente fu Amadeo Bordiga (1889-1970), motivo per il quale la tendenza della sinistra comunista italiana è spesso identificata riduttivamente con il nome di bordighismo.

## Le origini
In Italia i contatti dei socialisti con la Prima Internazionale furono caratterizzati da una varietà di posizioni in massima parte non legate al "socialismo scientifico" ma all'anarchia (Bakunin, e in seguito Cafiero, Malatesta). Le prime manifestazioni di un programma socialista furono rappresentate dal giornale La Plebe, fondato da Enrico Bignami nel 1868, dal Partito Socialista Rivoluzionario di Romagna organizzato da Andrea Costa nel 1881 e dall'astensionista Partito Operaio Italiano nato nel 1882 per iniziativa della citata "La Plebe" e del Circolo operaio di Milano.
Nel Congresso del POI (Partito Operaio Italiano), destinato a divenire il Partito dei Lavoratori Italiani prodromo del Partito Socialista Italiano, celebrato nel 1892 a Genova nella sala Sivori, i marxisti (in prevalenza rappresentati da Filippo Turati) prevalsero sulle correnti anarchiche e operaiste che in quel contesto non diedero seguito a un'organizzazione unitaria. Erano gli anni che videro la luce delle prime Camere del Lavoro (Milano, Torino e Piacenza), cui seguirono numerose altre negli anni immediatamente seguenti. Molti erano i giovani iscritti nelle file socialiste, e furono proprio questi che nel Congresso di Imola del 1902 si opposero fermamente all'autonomia del gruppo socialista in Parlamento dal Partito, un'ipotesi perseguita dalle componenti di avvocati e intellettuali. Tra questi giovani emerse negli anni seguenti la Sinistra "italiana", sia nelle prime forme di frazione sia poi nella costituzione del Partito Comunista d'Italia.
Una Sinistra che prendesse come riferimento globale il programma di Marx ed Engels nacque solo a partire dal 1911, sullo sfondo delle lotte proletarie di inizio Novecento. Essa si formò come corrente organizzata in opposizione ai riformisti entro il Partito Socialista riunito al Congresso di Milano. Uno scontro durissimo si sviluppò per l'appunto intorno alla Federazione Giovanile Socialista, vista dalla Destra come organismo "culturale" del partito, mentre la Sinistra la vedeva come palestra di lotta rivoluzionaria. 
I giovani della Federazione erano impegnati di fatto in una battaglia antiriformista, come ricorda Amadeo Bordiga nella Storia della Sinistra Comunista, anche se non avevano ancora maturato un proprio profilo programmatico.
Nel 1911 la Sinistra si rafforzò nella lotta contro la Guerra di Libia e, nel 1912, al Congresso di Reggio Emilia del Partito Socialista, si configurò, con ampia presenza di giovani, come corrente organizzata (Frazione Intransigente Rivoluzionaria) nella lotta contro la destra riformista. Mentre a Napoli la destra della sezione del PSI formava un blocco con massoni e borghesi anticlericali, i socialisti intransigenti rifiutarono la manovra uscendo dalla sezione pur proclamandosi parte del partito e fondando, con l'apporto fondamentale di Amadeo Bordiga, il Circolo socialista rivoluzionario Carlo Marx. Nel Congresso di Ancona, i marxisti si batterono per la difesa del programma rivoluzionario contro la destra storica del PSI. La Sinistra Comunista si delineava così con precisione come corrente marxista rivoluzionaria.
Nel 1914, allo scoppio della prima guerra mondiale, i partiti della Seconda Internazionale votarono i crediti di guerra e, nel 1915, in Italia la Sinistra fu isolata nel sostenere il disfattismo rivoluzionario, mentre gli interventisti (con a capo Mussolini) uscirono dal PSI e la direzione del partito escogitò l'ambigua formula "né aderire né sabotare". Tra il 1915 (settembre) e il 1916 (aprile) si svolsero le conferenze internazionali semiclandestine di Zimmerwald e di Kienthal. Sul problema della guerra si delineò una saldatura della sinistra internazionale, da Lenin e Lev Trotsky a Karl Liebknecht e Rosa Luxemburg. La Sinistra italiana fu sulle stesse posizioni: "feroce intransigenza" nella difesa delle "frontiere ideologiche" del comunismo contro il disastro della socialdemocrazia con la formula espressa da Lenin: "trasformare la guerra imperialista in rivoluzione proletaria". Quando nel 1917 in Russia esplose la Rivoluzione di Ottobre, la Sinistra italiana fu l'unica corrente al mondo a riconoscere nel bolscevismo l'avanguardia della rivoluzione mondiale e non un fatto nazionale. Il bolscevismo, disse la Sinistra, "è pianta di ogni clima": con l'Ottobre Rosso, "la rivoluzione sociale internazionale è all'ordine del giorno della storia".

## La Frazione Comunista Astensionista
Al XV Congresso socialista nel 1918, la Sinistra si schierò senza compromessi con le tesi di Lenin e spinse il partito ad appoggiare la rivoluzione internazionale. L'unità del partito venne mantenuta dalla Destra solo grazie a compromessi che eludevano le questioni teoriche, mentre il gruppo parlamentare agì in completa autonomia. Il problema, affermò la Sinistra, è di "vedere quale delle tendenze è sulla linea del Programma del Partito e corrisponde alle finalità che esso si propone".
Il 1919 fu un anno di grandi scioperi in Italia e di moti rivoluzionari in Germania e Ungheria. I capi spartachisti furono assassinati, mentre a Budapest venne proclamata la Repubblica dei Soviet. Il Soviet, osservò la Sinistra, è un organismo immediato che rappresenta il momento del dualismo di potere: può nascere solo in parentesi temporali in cui i meccanismi democratici non sono ancora spezzati ma viene già messa all'ordine del giorno la questione del rovesciamento delle vecchie classi. Soviet sarà dunque il giornale della corrente. Su questo terreno si sviluppò la polemica con L'Ordine Nuovo di Antonio Gramsci, con i Consigli di Fabbrica e la loro concezione gradualistica della rivoluzione.
All'interno del PSI la Sinistra prese il nome di Frazione Comunista Astensionista e sostenne una politica antiparlamentare a favore di un Fronte di azione comune dal basso di tutti gli sfruttati, su problemi concreti. Questo a differenza del Fronte unico rivoluzionario sostenuto da anarco-sindacalisti, anarchici e socialdemocratici, alleanza fittizia fra correnti politiche diverse e incompatibili. Nel marzo dello stesso anno fu fondata l'Internazionale Comunista, come base per il partito comunista mondiale.
Mentre gli scioperi continuavano imponenti, scoppiò la polemica: "Preparazione rivoluzionaria o preparazione elettorale?" La Sinistra intensificò la sua battaglia contro quella che definì sprezzantemente la "cloaca" parlamentare e delineò il suo programma:
- Ferma proclamazione delle proprie basi teoriche: il comunismo come programma affermatosi con Marx ed Engels.
- L'Internazionale non è semplicemente un risultato specifico della rivoluzione in Russia ma rappresenta, al di sopra dei confini, il processo mondiale rivoluzionario in stretta aderenza con i principi marxisti rinnegati dalla Seconda Internazionale.
- Rigorosa selezione dagli elementi opportunisti per l'affermazione del movimento comunista internazionale.
- Negazione della visione gradualistica della rivoluzione.
- Riaffermazione senza mezzi termini della necessità della conquista e del mantenimento del potere attraverso il maneggio dello strumento statale, eredità delle società divise in classi che dovrà estinguersi con la scomparsa delle stesse.
- Funzione primaria del partito come direzione rivoluzionaria; conquista dell'influenza sulla parte decisiva del proletariato anche attraverso i sindacati.

## La fondazione del Partito Comunista d'Italia
Il II Congresso dell'Internazionale Comunista, svoltosi nel 1920, rappresentò il punto più alto raggiunto dall'impostazione teorica e dalla coerenza organizzativa nella storia delle tre Internazionali prima della loro degenerazione. Teoria, principi, fini, programma e tattica si integravano in un complesso di tesi perfettamente valide per l'intero movimento indipendentemente dalle località. L'appello (a Baku, nel congresso loro dedicato) ai popoli d'Oriente per la lotta rivoluzionaria di liberazione nazionale si integrò con i compiti del proletariato occidentale per la "guerra senza quartiere al capitalismo". Al Secondo Congresso, la Sinistra italiana collaborò con Lenin alla definizione dei 21 punti di adesione. Non si trattava di questioni formali, ma di metodo e di principio: secondo la Sinistra l'Internazionale non poteva continuare ad essere un'aggregazione di tendenze o di partiti nazionali, ma doveva avviarsi verso il partito unico mondiale con le sue sezioni nei vari paesi. L'importanza di questa impostazione si rivelerà fondamentale quando invece l'Internazionale diverrà un'aggregazione di partiti nazionali e la sua direzione, con la sconfitta della rivoluzione in Occidente, dovrà cedere alle esigenze dello sviluppo del capitalismo in Russia, mistificato come costruzione del "socialismo in un solo paese".
Al Congresso di Livorno, nel 1921, la Sinistra Comunista si staccò dal vecchio PSI per fondare, sulla base dei "21 punti" dell'Internazionale, il Partito Comunista d'Italia – sezione dell'Internazionale Comunista. Il partito appena costituito fu subito posto di fronte alla necessità di ingaggiare complesse battaglie su tutti i fronti:
- Sindacale, sostenendo la massima unità fra i proletari in un fronte di battaglia contrapposto a quello della classe dominante.
- Politico, lottando sia contro il fascismo che contro i riformisti i quali si contrapponevano ad esso sul piano legalitario. La Sinistra sostenne che, contrariamente alle apparenze, il fascismo non era un fenomeno "arretrato" ma una manifestazione moderna della dominazione di classe borghese, un'esigenza razionalizzatrice, sia per fronteggiare la crisi storica del capitalismo sia, di conseguenza, per fronteggiare la capacità di lotta del proletariato.
- Militare, sostenendo, la necessità della preparazione alla lotta armata, non come coagulo di molte tendenze politiche come quella degli "Arditi del popolo" ma con un inquadramento militare centralizzato ed efficiente e strettamente controllato dal partito di classe. Questa posizione non era condivisa dall'Internazionale comunista, che comparava semplicemente il fascismo alla "guardia bianca" che organizzava la reazione controrivoluzionaria in Russia, come si arguisce dall'incontro di Nikolai Bucharin con Ruggero Grieco (Eros Francescangeli: Gli Arditi del popolo).
- Internazionale, lottando strenuamente in tutte le sedi contro le deviazioni tattiche, come per esempio l'interpretazione errata della questione del Fronte Unico. Esso non doveva essere inteso come "blocco" fra formazioni politiche diverse ma come azione fisica comune tra tutti i proletari, indipendentemente dall'organizzazione in cui militano. I fronti, secondo la Sinistra, si sarebbero rivelati ciò che veramente erano, delle alleanze antifasciste, partigianerie a favore di un ramo della borghesia contro un altro ramo.

## La controrivoluzione
Tra il 1921 e il 1924 vennero meno le possibilità di una soluzione rivoluzionaria in Occidente. La controrivoluzione, in Russia e nel mondo, incominciò a far sentire i suoi effetti, mentre alla morte di Lenin le questioni russe incominciarono a prendere il sopravvento nell'Internazionale. Al Quarto Esecutivo Allargato dell'Internazionale, a Mosca, il rappresentante del PCd'I (Bordiga) denunciò il profilarsi all'orizzonte della teoria del "socialismo in un solo paese", effetto delle sovrapposizioni "russe" sull'internazionalismo. In Italia i centristi allineati all'Internazionale "russificata" furono spinti da questa ad assumere il controllo del partito. La Sinistra, pur avendo la maggioranza congressuale, fu gradualmente messa in minoranza dai centristi mediante manovre organizzativistiche e il metodo della calunnia sistematica. Iniziò così la battaglia della Sinistra contro quello che si chiamerà stalinismo.
Tra il 1925 e il 1926 la rigorosa selezione delle adesioni al partito venne abbandonata, con la conseguenza di allargare ulteriormente le maglie dell'organizzazione alle deviazioni teoriche e tattiche. Dal 1924 è segretario Gramsci (prima non esisteva questa figura nel partito) e le pesanti sollecitazioni di Mosca, anche di carattere economico, sui funzionari, consegnano la direzione del partito al centrismo, nonostante la stragrande maggioranza degli iscritti appartenga alla Sinistra. In questo clima si svolge il Congresso di Lione (gennaio 1926). Nella clandestinità imposta dal fascismo ormai affermatosi, la Sinistra, boicottata dal potente apparato dell'Internazionale, non riesce neppure a far arrivare i suoi delegati che, in quanto assenti, vengono dati per votanti a favore delle tesi del gruppo centrista facente capo a Gramsci. La denuncia formale della truffa presso l'organizzazione mondiale dell'Internazionale non ebbe effetto.
La Sinistra non considerò affatto perduta la battaglia per salvare l'Internazionale dallo stalinismo e, quando si delineò finalmente e con ritardo l'opposizione all'interno del partito russo, essa l'appoggiò.
L'opposizione di Trotsky fu calunniata e isolata; ogni opposizione fu da quel momento definita come "trotskista". Nonostante le differenze, la Sinistra rifiutò di abbandonare l'opposizione russa agli attacchi degli avversari e manifestò piena solidarietà nella sua battaglia contro lo stalinismo emergente. A partire da 1926 il contrasto, dunque, fu prettamente politico e teorico. La teoria aberrante del "socialismo in un solo paese" venne considerata dalla Sinistra come una doppia negazione del comunismo di Marx, Engels e Lenin. Primo, perché chiamava "socialismo" ciò che Lenin aveva definito "sviluppo capitalistico all'europea nella Russia piccolo-borghese e semi-medievale"; secondo, perché svincolava tragicamente i destini della rivoluzione russa da quelli della rivoluzione mondiale, isolandola. Tale teoria fu considerata una manifestazione ancora latente della controrivoluzione. Essa sfocerà nella giustificazione politica per procedere all'eliminazione fisica della vecchia guardia bolscevica a cominciare dalla sinistra "trotzkista" in Russia, cui seguì la progressiva eliminazione di ogni opposizione nei partiti aderenti negli altri paesi d'Europa, in America e in Asia.

## La fine della Terza Internazionale
Causa non secondaria della capitolazione dello stalinismo di fronte alle difficoltà poste dalla rivoluzione in regresso fu la rivincita delle non sopite correnti socialdemocratiche, mai sconfitte del tutto. Furono così abbandonate le parole d'ordine rivoluzionarie, sostituite dalla difesa della democrazia contro il fascismo. Consapevole che l'opposizione allo stalinismo manifestatasi in ambito europeo non significava automaticamente essere in regola con il programma comunista, la Sinistra rifiutò anche un "blocco" dell'opposizione antistaliniana, tra le cui file vi erano, peraltro, degli anticomunisti. Il rifiuto del centralismo e del partito come organo dirigente della rivoluzione fu giudicato anche peggiore del "totalitarismo" staliniano perché sfociava in teorizzazioni democratiche e anarchiche impotenti di fronte alle forze che la rivoluzione aveva messo in moto. Le oscillazioni tattiche dell'Internazionale provocarono sbandamenti all'interno dei partiti aderenti, ma anche l'opposizione non riuscì a trovare una coerenza teorica nella lotta agli errori tattici. Nel 1925-27 la tattica staliniana del Fronte Unico tra comunisti e nazionalisti del Kuomingtang portò per esempio alla tragedia del fallimento della rivoluzione cinese, ma l'opposizione nel suo insieme non si rese conto che la tattica, sbagliata o non compresa, era il risultato di una malattia tumorale del partito, non della "colpa" dei suoi organi centrali.
Tra il 1927 e il 1930 quasi tutti i membri dirigenti del partito rimasti in Italia furono imprigionati dal fascismo o mandati al confino. In queste difficili condizioni gli esponenti della Sinistra continuarono l'opera di difesa dei principi rivoluzionari. La spaccatura con gli allineati a Mosca, anche tra i militanti che erano prigionieri o al confino, si ampliò. Nel frattempo Lev Trotsky fu espulso dal partito russo. L'Internazionale era ormai saldamente in mano agli stalinisti e l'intimidazione, l'imprigionamento, le pressioni di ogni tipo gravavano sugli esponenti della Sinistra italiana che erano sfuggiti alla polizia fascista rifugiandosi in Russia. Più di duecento militanti della Sinistra italiana, la maggior parte operai, sparirono nel nulla.
Nel 1930 Bordiga, già di fatto fuori dal 1926 dal partito russificato, ne venne espulso anche formalmente con motivazioni infamanti. Molti militanti emigrati all'estero, soprattutto in Francia, tennero viva una ferma opposizione all'indirizzo di Mosca; nell'aprile 1928, a Pantin (presso Parigi) costituirono la Frazione di sinistra del PCd'I e iniziarono a pubblicare il quindicinale «Prometeo», in lingua italiana, cui, nel 1933, si affiancò il mensile «Bilan», in lingua francese. Negli anni Trenta lo stalinismo procedette all'eliminazione fisica di quelli che Stalin, nella sua storia del partito russo, definirà "rottami buchariniani e trotskisti, spie, sabotatori, traditori della patria". Migliaia di combattenti rivoluzionari, assieme ai capi di una generazione di rivoluzionari comunisti, furono assassinati dai plotoni di esecuzione staliniani (quasi tutta la "vecchia guardia bolscevica", composta da circa 30.000 militanti).
Mentre i massimi paesi imperialisti preparavano la Seconda Guerra Mondiale, l'Internazionale degenerata chiamò i proletari alla partecipazione a blocchi interclassisti, i Fronti Popolari, visti come sostegno della politica nazionale russa. Il Partito Russo, dopo aver firmato l'intesa con il governo tedesco per la spartizione della Polonia, passò con gli Alleati chiamando il proletariato alla lotta in favore delle potenze Alleate contro quelle dell'Asse, cioè in appoggio armato dell'imperialismo anglo-americano contro quello tedesco, nipponico e italiano.
Nel 1940 Trotsky fu assassinato in Messico da un emissario di Stalin. Vi furono tentativi da parte di suoi seguaci di contattare la Sinistra italiana, come aveva fatto lo stesso Trotsky precedentemente.
Nel 1943 il partito russo sciolse l'Internazionale ormai diventata inutile nella politica oscillante dello Stato russo, compromesso via via nelle alleanze con i diversi paesi imperialisti. La Sinistra fece notare che la guerra in alleanza con questi ultimi venne chiamata da parte russa "Grande guerra patriottica", in contrasto con le concezioni dell'internazionalismo apolide comunista.

## La riorganizzazione postbellica
Mentre la guerra non si era ancora spenta, nel 1944, ripresero i primi contatti organizzativi fra i militanti della Sinistra. In previsione della vittoria alleata, il comando americano prese contatto nel Sud con i rappresentanti dell'antifascismo per organizzare il governo del dopoguerra. Furono contattati anche gli esponenti della Sinistra Comunista che però, al contrario di tutti quelli degli altri partiti, rifiutarono di far parte di una coalizione nazionale sotto l'egida americana. A guerra non ancora terminata, nel 1943-1945, gruppi della Sinistra si raccolsero nel Nord intorno al periodico Battaglia Comunista e fondarono il Partito Comunista Internazionalista. Lo scontro con gli stalinisti fu subito violentissimo, dato che secondo la Sinistra il Partito Comunista Italiano (l'introduzione dell'aggettivo nel nome del partito ne sottolinea la vocazione nazionale) e l'organizzazione sindacale da esso controllata avevano subordinato la lotta di classe alla ricostruzione borghese della nazione colpita dalla guerra. Parlamentarismo e unità nel segno della pacificazione patriottica furono infatti alla base del programma togliattiano.
La riorganizzazione dei militanti che tornavano dall'estero o dai campi di prigionia, la formazione dei gruppi sindacali e la denuncia dell'opportunismo inasprirono la lotta fino allo scontro fisico. I militanti della Sinistra Fausto Atti e Mario Acquaviva furono assassinati dagli stalinisti. I gruppi che si richiamavano alla Sinistra Comunista non erano ancora omogenei, molti militanti si riorganizzarono secondo i principii del Secondo Congresso dell'Internazionale Comunista, cioè secondo il centralismo democratico, con i congressi, le votazioni, ecc. Ciò significava, per una parte della corrente, che si demandava la soluzione di problemi teorici e tattici (come l'azione nei sindacati o la valutazione sulla natura della società russa) a tesi da discutere, mentre per l'altra parte l'esperienza stessa della corrente storica avrebbe già superato ogni problema di quel genere con una battaglia di anni e anni. Nel 1945 il gruppo che faceva capo ad Amadeo Bordiga redasse delle nuove tesi sulla "Natura, funzione e tattica del partito della classe operaia", mentre il gruppo che faceva capo a Onorato Damen ritenne che si doveva continuare l'esperienza del Partito Comunista d'Italia e quindi anche adottare la vecchia struttura organizzativa, la tattica ecc. (per alcuni militanti rimaneva ancora valida la partecipazione al parlamento). Comunque le tesi furono accettate senza formalità particolari. In esse si leggeva: "Le tattiche locali non possono essere che aspetti della strategia generale rivoluzionaria il cui primo compito è la restaurazione della chiarezza programmatica del Partito proletario mondiale, seguito dal ritessersi della rete delle sue organizzazioni in ogni paese".
Il periodico Prometeo raccolse in quegli anni articoli e tesi sulle principali questioni poste sia dalla discussione teorica, sia dagli importanti avvenimenti del ciclo postbellico. Si trattava effettivamente di non rompere la continuità di teoria e prassi rispetto alla corrente che aveva dato vita in Italia al Partito Comunista, ma anche di specificare meglio i compiti e la natura del partito in una nuova epoca. Le Tesi di Roma del 1922 avevano affermato che il partito rivoluzionario si "forma e si sviluppa" in rapporto alla lotta di classe; nel 1951 il gruppo che faceva capo a Bordiga redasse delle "Tesi caratteristiche del partito" nelle quali si ribadiva che "Il partito esclude assolutamente che si possa stimolare il processo con risorse, manovre, espedienti che facciano leva su quei gruppi (...) che usurpano il nome di proletari, socialisti, comunisti". Non vi erano, scriveva, ricette per stimolare la lotta di classe e per ingrandire artificialmente le file del partito. L'unica risorsa sarebbe stata la coerenza programmatica e l'azione a contatto con la classe proletaria ovunque fosse possibile, in vista di un'auspicabile e oggettiva ripresa di classe. L'altro gruppo non accettò quella che giudicava un'arbitraria innovazione rispetto alla storia precedente.

## La scissione del 1952
Alcune divergenze fra quanti rivendicavano un comune punto di partenza, sia teorico che politico e organizzativo, cominciarono a manifestarsi già negli anni Trenta, dopo che la Sinistra fu ufficialmente “battuta” al Congresso di Lione, e si svilupparono all'interno della costituitasi Frazione all'estero.
Diverse scissioni si consumarono, riguardo, per esempio, l'atteggiamento da tenere nei confronti della Guerra di Spagna (1936 - 1939).
Di fronte agli enormi problemi posti dalla controrivoluzione, quella componente della Frazione stessa che manifestava una più stretta osservanza bordighiana ritenne giunto il momento, nel 1939, di sciogliere la Frazione: secondo i rappresentanti di tale componente, la borghesia bellicista aveva partita vinta e non c'era possibilità alcuna di una politica rivoluzionaria, a fronte addirittura di una “scomparsa della classe operaia”. I compagni che dissentirono da queste posizioni furono i primi a raggiungere i compagni del Centro Interno italiano, che nel 1943 avevano iniziato la formazione del Partito Comunista Internazionalista.
La componente bordighista della Frazione all'estero e i compagni legati a Bordiga nel Sud dell'Italia entrarono nel ricostituito partito nel 1945.
All'interno del Partito Comunista Internazionalista, di cui Bordiga fin dal suo ricongiungimento con gli altri compagni considerò inopportuna la fondazione, alcune divergenze già manifestatesi all'interno della Frazione negli anni Trenta si approfondirono; nel 1948, al Primo Congresso nazionale di Firenze, si mostrarono i sintomi di un dissenso profondo che di lì a poco (1951) sarebbe maturato fino alla rottura del 1952. I compagni di stretta osservanza bordighista si rifiutarono di partecipare ad un'assise congressuale e formarono un'altra organizzazione e un altro giornale (Programma Comunista; Programme communiste in francese). I principali nodi teorico-politico-organizzativi che portarono alla rottura furono:
- la questione della natura sociale dell'URSS (capitalismo di stato per il Partito; “industrialismo di stato” per Bordiga);
- la questione sindacale;
- le guerre di liberazione nazionale;
- la questione del partito e dei suoi rapporti con la classe.

Lo studio e una personale “restaurazione” del marxismo venivano anteposti da Bordiga ad una “fregola dell'attivismo” con la quale si identificava da parte sua e dei suoi seguaci ogni tentativo di intervento diretto nella classe, negandone ogni necessità al pari di una presenza del partito rivoluzionario la cui permanenza veniva riconosciuta soltanto come storica, al seguito di un lavoro teorico esclusivamente svolto dallo stesso Bordiga e al quale si sarebbe obbligatoriamente dovuto un unanime riconoscimento.
L'organizzazione facente capo a il programma comunista vide in un primo tempo l'affermarsi di sezioni in diversi paesi d'Europa, in America Latina e in Nordafrica. Nel 1964 cambiò nome in Partito Comunista Internazionale (non più “internazionalista”). Tuttavia, a seguito di numerose scissioni, generò una pluralità di piccoli gruppi rivendicanti la natura di Partito Internazionale o mondiale e sostanzialmente l'ortodossia bordighiana (a volte con alcune “correzioni” da parte di soggettività pur sempre provenienti a loro volta dal ceppo originale dei bordighisti pre-1952).
Il Partito Comunista Internazionalista (Battaglia Comunista e Prometeo), tuttora attivo, ha invece sempre preso le distanze da queste tendenze, cercando di portare avanti l'applicazione del metodo della critica della economia politica - l'unica “invarianza” del marxismo - e la certezza dell'alternativa storica: socialismo o barbarie. In questa alternativa, il Partito Comunista Internazionalista ritiene che la realizzazione in senso rivoluzionario non abbia nulla di meccanicamente certo, ma che essa possa avere possibilità di un concreto sviluppo solo nell'impegno teorico e nell'attività politica del partito, a stretto contatto con i gruppi proletari nelle loro lotte quotidiane.